# 司馬洪
司馬洪（3世紀—276年3月7日），字孔業，河内郡温县（今河南省焦作市温县）人，西晋太宰、持节、都督中外诸军事、安平献王司马孚之孙，大司马、义阳成王司馬望次子，晋朝宗室。

## 生平
司馬洪过继给堂叔昌武亭侯司馬遺，在曹魏歷任典農中郎將、原武郡太守，封襄賁男。晋武帝司马炎接收禅让建立西晋后，于泰始元年十二月丁卯（266年2月9日）封堂弟司马洪为河间王。司马洪被册立为河间王十二年，于咸寧二年二月丙戌（276年3月7日）去世，諡號平。

## 家庭

### 兄弟
- 司马弈，西晋黄门郎
- 司马整，西晋南中郎将、南阳郡太守、随穆王
- 司马楙，西晋光禄大夫、竟陵王

### 子女
- 司馬威，西晋散骑常侍、义阳王
- 司馬混，西晋散骑常侍、章武王

## 延伸阅读
[在维基数据编辑]
 《晉書·卷037》，出自房玄齡《晉書》

| 前任： 初封 | 晉朝河間王 265年—276年 | 繼任： 子司馬威 |